# Amina aromàtica
Una amina aromàtica és una amina amb un substituent aromàtic-que és -NH₂, -NH- o grups nitrogen units a un hidrocarbur aromàtic, les estructures dels quals normalment contenen un o més anells de benzè. L'anilina n'és l'exemple més simple.
Les amines aromàtiques, quan són protonades, normalment tenen un pKa més baix (són més àcides) que els seus anàlegs químics no aromàtics. Això es deu a la deslocalització del parell d'electrons solitari del nitrogen a l'anell.
| Anilines representatives |                         |            |            |                                      |
| Amina aromàtica          |                         | CAS number | Propietats | Usos                                 |
| Anilina                  | Anilina                 | 62-53-3    |            |                                      |
| o-Toluidina              | o-toluidina             | 95-53-4    |            |                                      |
| 2,4,6-Trimetilanilina    | 2,4,6-Trimetilanilina   | 88-05-1    |            |                                      |
| Anisidina                | Anisidina               | 90-04-0    |            |                                      |
| 3-Trifluorometilanilina  | 3-trifluorometilanilina | 98-16-8    |            | Intermedis per herbicides, metabòlit |
| N-Metilanilina           | N-metilanilina          | 100-61-8   |            |                                      |

La població general està exposada a les amines aromàtiques per la dieta (p.e. pesticides), productes farmacèutics (p.e. prilocain), tints dels cabells, el fumar, motors dièsels i per possible exposició en el lloc de treball (p.e. la goma, tèxtils).